# Lophocampa catenulata
Lophocampa catenulata là một loài bướm đêm thuộc phân họ Arctiinae, họ Erebidae.